# Augusto Ramos
Augusto Ferreira Ramos (Santo Antônio de Pádua, 1860 — Rio de Janeiro, 28 de julho de 1939) foi um engenheiro brasileiro, lente da Escola Politécnica de São Paulo e o idealizador do caminho aéreo do Pão de Açúcar. A ele se deve também um plano de valorização do café. Interessante, neste aspecto, examinar a obra “História da Riqueza no Brasil - Cinco Séculos de Pessoas, Costumes e Governos”, Editora “Estação Brasil”, do historiador brasileiro Jorge Caldeira, que atribui ao plano concebido por Augusto Ramos, de valorização do café, a partir de acordos entabulados no Convênio de Taubaté, um período de forte crescimento e desenvolvimento da economia brasileira.
Pai de Teodoro Ramos, engenheiro e físico brasileiro que fez parte da criação da Universidade de São Paulo.
Uma herma sua está localizada no Morro da Urca, obra do escultor Armando Schnoor.